# Rhynchosia pubescens
Rhynchosia pubescens är en ärtväxtart som beskrevs av Dc. Rhynchosia pubescens ingår i släktet Rhynchosia och familjen ärtväxter. Inga underarter finns listade i Catalogue of Life.